# Troițkoe, Kniaghinino
Troițkoe (în rusă Троицкое) este o localitate rurală din cadrul selsovietului Amanie⁠(d), Raionul Kniaghinino. 